# Чхве Джин Чхоль
Чхве Джин Чхоль (кор. 최진철?, 崔眞喆?; 26 марта 1971, Чиндо) — южнокорейский футболист, тренер клуба «Тэджон Ситизен».

## Карьера

### Клубная
Выступал за команду университета Сонсил в юности. Всю свою карьеру провёл в клубе «Чонбук Хёндэ Моторс», став трёхкратным победителем кубка страны, выиграв Лигу чемпионов АФК и войдя трижды в сборную звёзд К-Лиги.

### В сборной
В сборной провёл 65 игр и забил 4 гола. Составлял трио защитников вместе с Хон Мён Бо и Ким Тхэ Ён на памятном для себя чемпионате мира 2002 года, где Южная Корея заняла 4-е место. Из сборной ушёл по окончании ЧМ-2006.

## Достижения

### Клубные
- Победитель Кубка Кореи: 2000, 2003, 2005
- Финалист Кубка Кореи: 1999
- Победитель Суперкубка Кореи: 2004
- Победитель Лиги чемпионов АФК: 2005
- Финалист Кубка обладателей кубков АФК: 2002
- Игрок символической сборной К-Лиги: 2002, 2003, 2006
- Участник матча всех звёзд К-Лиги: 2002, 2003, 2004, 2005, 2006, 2007

### В сборной
- 4-е место на Золотом кубке КОНКАКАФ 2002
- 4-е место на чемпионате мира 2002

## Государственные награды
- Орден «За спортивные заслуги» 2 класса Республики Корея — орден Отважного тигра (2 июля 2002)[3]